# Fra Diamante
Fra Diamante (kolem 1430, Prato – kolem 1498) byl italský renesanční malíř.

## Životopis
Narodil se v Pratu, byl karmelitánským mnichem, členem florentské komunity tohoto řádu a byl přítelem a asistentem Filippa Lippiho. Karmelitánský klášter v Pratu, který vyzdobil mnoha freskami, byl přestavěn a budovy byly pozměněny do takové míry, že došlo ke zničení obrazů. Byl hlavním asistentem Lippiho na velkých freskách na východním konci kostela v Pratu. Spolupracoval také na obraze Pohřeb sv. Jeronýma ve stejném kostele.
Uprostřed práce byl svým konventním nadřízeným odvolán do Florencie a stále existuje zápis z jednání obce Prato, ve kterém je rozhodnuto požádat florentského metropolitu o jeho návrat do Prata, což je důkaz, že jeho podíl na díle byl tak důležitý, že jeho odvolání znamenalo pozastavení prací. Následně pomáhal Lippimu při malování fresek v katedrále ve Spoletu, které Fra Diamante dokončil v roce 1470 po smrti Lippiho v roce 1469.
Lippi nechal svého desetiletého syna (budoucího umělce Filippina Lippiho) v péči Fra Diamanta, který poté, co získal 200 dukátů od obce Spoleto, jako odměnu za práci vykonanou v katedrále, se vrátil i s dítětem do Florencie, a jak říká autor životopisů Giorgio Vasari, za peníze si koupil půdu pro sebe, ale dítěti poskytl jen malou část. Obvinění z protiprávního jednání by však záviselo na podílu práce provedené Fra Diamante a podmínkách jeho dohody s Lippim. Fra Diamantemu muselo být téměř sedmdesát let, když dokončil fresky ve Spoletu, ale přesný rok jeho smrti není znám.